# Zolakar
Zolakar là một đô thị thuộc tỉnh Gegharkunik, Armenia. Dân số ước tính năm 2011 là 6780 người.